# Isachne myosotis
Isachne myosotis är en gräsart som beskrevs av Christian Gottfried Daniel Nees von Esenbeck. Isachne myosotis ingår i släktet Isachne och familjen gräs. Inga underarter finns listade i Catalogue of Life.